# Instituto Nacional de Estatística (Mosambik)
Das Instituto Nacional de Estatística (INE) ist das Statistikinstitut der Republik Mosambik. Unter anderem ist es für die Durchführung der Volkszählung zuständig. Es residiert an der Avenida 24 de Julho in der Hauptstadt Maputo. Bis zur Einweihung des eigenen, 14-stöckigen Neubaus im November 2011 war das INE im Gebäude des Planungs- und Entwicklungsministeriums untergebracht, dem Ministério da Planificação e Desenvolvimento. Das INE hat Ende 2011 etwa 500 Mitarbeiter.
Das INE entstand im Zuge der 1975 erlangten Unabhängigkeit des Landes von Portugal. Nach dem Ende der Volksrepublik Mosambik im Jahre 1990 und dem Übergang zur Republik Mosambik durchlief das Land eine Reihe Umwälzungen. In dem Zusammenhang wurde auch das INE 1996 per Gesetz neu definiert und dessen Aufgaben entsprechend ausgerichtet. Es ist seither eine Körperschaft in Selbstverwaltung mit wirtschaftlicher Autonomie, die dem Planungs- und Entwicklungsministerium untersteht.

## Rechtsgrundlagen
Gemäß der Verfassung Mosambiks (Artikel 135, Paragraph 1) wurde mit dem Gesetz Nr. 7/96 vom 5. Juli 1996 (Lei de Bases do Sistema Estatístico Nacional), das Nationale Statistiksystem (Sistema Estatístico Nacional) geschaffen. Diese Struktur besteht aus vier Organen (Artikel 15 des Gesetzes):
- Statistischer Rat (Conselho Superior de Estatística, CSE)
- Nationales Statistisches Institut (Instituto Nacional de Estatística, INE)[4]
- Bank von Mosambik, die Nationalbank (Banco de Moçambique, BM)
- Koordinationsrat für die allgemeine Volkszählung (Conselho Coordenador de Recenseamento Geral da População, CCRGP)

## Publikationen
- Anuario Estatistico Nacional (= Estatísticas oficiais Moçambique), Erscheinungsverlauf: seit 1998, ZDB-ID 2199332-4